# Salangens kommun
Salangens kommun (norska: Salangen kommune) är en kommun i Troms fylke i norra Norge. Kommunens centralort är tätorten Sjøvegan. 

## Administrativ historik
Salangens kommun bildades 1871 genom en delning av Ibestads kommun. 1964 gick Lavangens kommun upp i Salangens kommun. 1977 delades de två kommunerna igen.

## Tätorter
I Salangens kommun finns en tätort:
- Sjøvegan (centralort)

## Socknar
Inom Norska kyrkan motsvaras Salangens kommun av Salangens socken i Senja prosteri i Nord-Hålogalands stift.

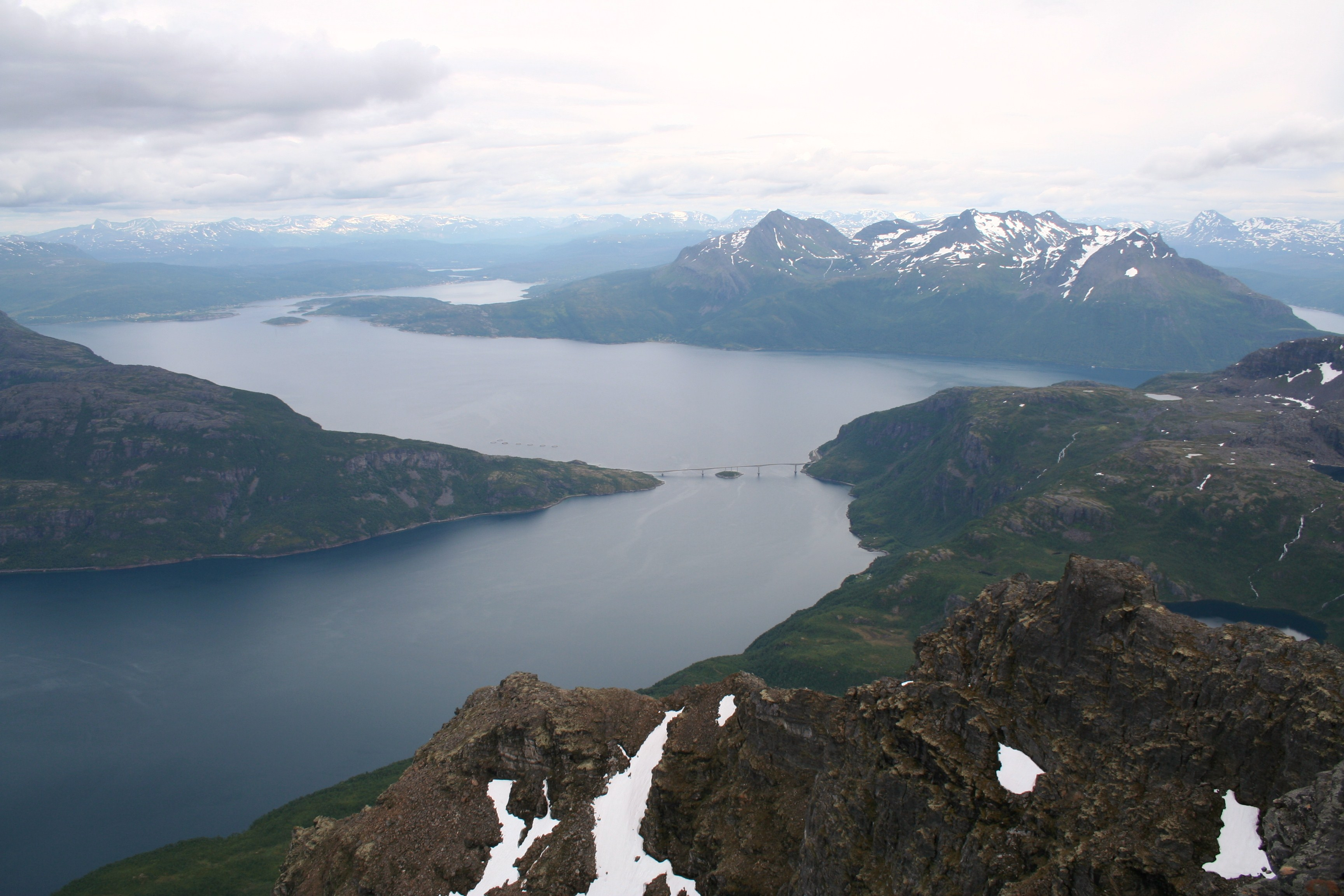
Mjøsundet med fjorden Salangen i bakgrunden.